# Toutowie
Toutowie – potomkowie ewangelickich migrantów, którzy w XIX w. opuścili rodzinną Wisłę w księstwie cieszyńskim na Śląsku Austriackim w poszukiwaniu pracy i lepszego życia w Banacie. Wspólnota zamieszkuje wieloetniczną wieś Ostojićevo w Wojwodinie w granicach Republiki Serbii.

## Historia

### Wspólnota
W Banacie migranci zajęli się wydobyciem saletry, która była wykorzystywana przez armię Cesarstwa Austriackiego do produkcji materiałów wybuchowych i prochu strzelniczego. Z Wisły ruszali pieszo wczesną wiosną. Do domów wracali późną jesienią. Podróż w jedną stronę trwała ok. 5 tygodni. Z czasem migranci postanowili osiedlić się na stałe, także z powodu panującego w Beskidzie głodu, biedy i licznych epidemii powodujących wysoką śmiertelność. Wybrali wieś Ostojićevo. Pierwszym Polakiem, który zamieszkał w tej wsi, był Andrija Szalbot. Drugi, nauczyciel Paweł Bujak, w 1838 wyruszył z Wisły do pracy sezonowej. W kolejnym roku sprowadził do Banatu swoich krajan. Stałe osadnictwo rozpoczęło się w 1846. W 1864 polska kolonia liczyła 15 domów (łącznie 86 osób). Po przybyciu do Banatu polscy emigranci podejmowali się najprostszych zajęć (pracowali u bogatych Żydów jako pasterze świń, pomagali w pracach gospodarskich). Nie mieli żadnego majątku. Z czasem zajęli pracę na roli, choć było to trudne, bo nie znali się na jej na uprawie ziemi, gdyż w Beskidach dominowała gospodarka leśna i pasterska. Część osadników zajęła się rzemiosłem (stolarze, murarze, kołodzieje, producenci wody sodowej), część pracowała w przemyśle. Migracje trwały do okresu międzywojennego. W latach 1930–1956 istniało kółko rolnicze prowadzone przez Toutów. W połowie lat 70. XX w. w Serbii notowano rodziny o nazwiskach: Bujak, Czeszlar, Kamneniar, Kantor, Kendziuk, Krak, Pilch, Poliak, Poliaczek, Raszka, Samec, Tychy, Urbanek, Szalbot i Szturc. Wówczas w 85 polskich domach mieszkało 298 osób.
Węgrzy nazwali polskich osadników Toutami (od węg. Tōth używanego wobec migrantów ze Słowacji). Sami migranci określali się jako Tołcio lub Tołtowie. Określenie to funkcjonuje do dziś wśród starszego pokolenia, choć było używane jako pejoratywne i określało osoby słabiej wykształcone od autochtonów w Banacie. Toutowie nie czuli się ani Serbami, ani Węgrami, ani Słowakami. Kontakty z wiślanami utrzymywali do lat 80. i 90. XX w. Już drugie pokolenie migrantów z powodu zmiany granic państwowych i powstania nowych państw miało utrudniony kontakt z ziemią przodków. Uznało Ostojićevo za swoją ojczyznę. Kontakty zanikły po rozpadzie Jugosławii, choć społeczność nie uległa całkowitej asymilicji dzięki odrębności wyznaniowej (Serbowie byli prawosławni, Węgrzy katoliccy, Totutowie określali się jako wanielicy, czyli ewangelicy) oraz gwary cieszyńskiej i przekazowi pamięci. Świadomość przynależności do społeczności polskiej odżyła w XXI w.
Starsi Toutowie zachowali zdolność do mówienia gwarą wiślańską należącą do gwary cieszyńskiej. Charakteryzuje ich umiejętność wciągającej narracji, ponieważ przekazywanie informacji o przeszłości migrantów oraz pamięci o kraju przodków odbywało się tylko za pomocą przekazu oralnego. Emigrujący nie znali pisanego języka polskiego, ponieważ w szkole uczyli się tylko języka czeskiego i niemieckiego. Czytania uczyli się z czesko- i polskojęzycznych Biblii i kancjonałów. Wspomnienia spisywali już w Serbii, posługując się alfabetem serbskim – cyrylicą i łacinką. Polacy z Ostojićeva ulegli „procesowi slowakizacji”. Mając słabe poczucie świadomości narodowej, ze względu na podobieństwo językowe oraz wspólne wyznanie ewangelicko-augsburskie, współpracowali ze Słowakami. Byli też (i nadal są) postrzegani jako Słowacy. Podczas II wojny światowej, deklarując się jako Słowacy, uchronili się przed represjami ze strony Niemców. To jednak nie skutkowało zmianą w systemie rodzimego języka migrantów, ponieważ gwara cieszyńska zawiera wiele zapożyczeń z języka słowackiego i czeskiego.
W 1988 w Ostojićevie świętowano 150. rocznicę osiedlenia się wiślan w Banacie.
W jugosłowiańskich i serbskich spisach powszechnych nie ma informacji o mieszkańcach narodowości polskiej. Dane można znaleźć na stronie internetowej Ambasady Rzeczypospolitej Polskiej w Belgradzie. Wedle nich w Ostojićevie mieszka ok. 150 osób polskiego pochodzenia na 2 829 mieszkańców wsi. Inne opracowania mówią o ok. 100 Toutach. Młodzież toutowska identyfikuje się raczej z Serbią niż z Polską. Mieszkańcy regionu nie są świadomi istnienia potomków polskich migrantów w Wojwodinie.
Toutowie są wielojęzyczni: w kontaktach sąsiedzkich posługują się gwarą cieszyńską i językiem węgierskim, w liturgii językiem słowackim, a w sprawach urzędowych językiem serbskim. Niektórzy Toutowie są Adwentystami Dnia Siódmego. Współcześnie nie wszyscy mówią gwarą cieszyńską.

### Rewitalizacja
Od ok. 2007 na rzecz przywrócenie relacji między potomkami imigrantów a społecznością mieszkańców Wisły działali: jeden z potomków migrantów, Emil Poljaček, oraz Danuta Szczypka, nauczycielka historii z Wisły, specjalizująca się w historii nowożytnej Śląska Cieszyńskiego, skupiająca się na historii Wisły i Kościoła Ewangelicko-Augsburskiego. W odnowie kontaktów pomogli też duchowni z Parafii Ewangelicko-Augsburskiej w Wiśle oraz władze miejskie. Działania podjęte przez Toutów współpracujących z Ambasadą Polską w Belgradzie sprawiły, że 4 listopada 2018 powstała Rada Narodowościowa Polskiej Mniejszości Narodowej. Ukonstytuowała się w końcu listopada 2018. To pozwoliło na oficjalne wystąpienia przedstawicieli polskiej społeczności w Serbii wobec władz państwowych, lokalnych i innych organizacji. W lipcu 2019 uruchomiomo stronę internetową rady. Zamieszczane są tam bieżące informacje na temat wydarzeń z życia wspólnoty Totutów (konferencje, spotkania, wizyty delegacji).
W Ostojićevie działają dwa polskie stowarzyszenia: Kulturno umetničko društvo „Wisla” Ostojićevo (od 2008) oraz Kulturno umetničko društvo „Višljani iz Ostojićeva” (od 2015, gromadzi osoby, które wystąpiły z KUD „Wisla”). Zadaniem jest m.in. praca z dziećmi w wieku przedszkolnym i szkolnym, uczniami szkół średnich, studentami oraz dorosłymi, twórczość amatorska, pielęgnowanie tradycji, zachowanie dziedzictwa kulturowego Polaków, promocja i ochrona polskiej kultury, muzyki, pieśni, historii, literatury, gier, obyczajów, edukacji. W Szkole Podstawowej im. Tihomira Ostojića w Ostojićevie w 2015 uroczyście otwarto salę do nauki języka polskiego. W spotkaniu wziął udział polski konsul w Belgradzie. Toutowie współpracują z instytucjami z Polski, głównie z Wisły. Dzięki temu zorganizowano wypoczynek dzieci toutowskich w Wiśle, wymianę bożonarodzeniowych paczek i dofinansowywanie przedsięwzięć podejmowanych przez polskie stowarzyszenia w Ostojićevie. Urząd Miejski w Wiśle, Ambasada RP w Belgradzie i społeczności z Ostojićeva w 2016 doprowadziły do oddania do użytku Domu Polskiego w wyremontowanych salkach budynku parafialnego. Tu odbywają się próby dziecięcego zespołu KUD „Višljani iz Ostojićeva” oraz spotkania członków stowarzyszenia. Na stronach internetowych Radio-televizija Srbije oraz Radio-televizija Vojvodine ukazują się informacje o ważnych dla „mniejszości polskiej” wydarzeniach.

## Badania
Jednym z pierwszych źródeł, które wspomina wiślan zamieszkujących Banat, jest opublikowany w 1930 tekst Potisský Sv. Mikuláš autorstwa Jána Gažo, słowackiego nauczyciela szkoły w Potisským Svätým Mikulášu (dziś Ostojićevo). Ukazał się jako rozdział w publikacji Slovenská Evanjelická Krest’anská Cirkev Augšburského Vyznania v Král’ovstve Juhoslovanskom v Slove a v obrazoch, wydanym w 1930 przez biskupa ewangelickiego Adama Vereša. Omówiono w nim historię ewangelików w Królestwie Jugosławii. Gažo opisał historię zboru ewangelickiego w Potisským Sv. Mikulášu, najmłodszego kościoła we wsi. Wśród 500 wiernych 400 było Słowakami pochodzenia polskiego z Wisły, a pozostali Niemcami. Autor przedstawił przebieg migracji polskich osadników i zasiedlanie terenu przez saletrarzy. Tekst opowiada o organizacji zboru, budowie szkoły i założeniu stowarzyszenia kulturalno-oświatowego Pokrok oraz biblioteki. Autor opisał zarobki saletrarzy, podał nazwiska nabywców ziemi i pierwszych osadników, którzy wybudowali domy, stworzył listę ofiarodawców na budowę kościoła, określił, ile pieniędzy przechowywano w skarbcu kościelnym. Opisał członków społeczności ewangelickiej jako pobożnych, moralnych, łagodnych, oszczędnych, pracowitych, chętnie edukujących dzieci, wspierających cele dobroczynne oraz abstynentów alkoholowych. Zreferował działalność pastorów, dozorców kościelnych i nauczycieli w Potisským Sv. Mikulášu. To podstawowe źródło wiedzy o społeczności wiślańskiej w pierwszych latach jej istnienia w Serbii.
Ivan Jurković w książce Govor Poljaka u Ostojićevu (1969) skupił się na mowie Toutów. Przeprowadził wywiady z członkami społeczności wiślańskiej, przeanalizował cechy fonetyczne, fleksyjne oraz składnię ich mowy, zaliczając ją do gwary śląskiej. W analizie uwzględnił zapożyczenia z języka serbskiego, słowackiego i węgierskiego obecne w mowie Toutów.
Kulturą ludową oraz językiem społeczności wiślańskiej w Ostojićevie interesował się Dušan Drljač, profesor Instytutu Etnograficznego Serbskiej Akademii Nauk i Umiejętności. Od lat 60. XX w. prowadził badania naukowe wśród Toutów. Opisał obrzędowość rodzinną, zaprezentował zebrane w czasie badań terenowych pieśni. W 1985 wydał monografię podejmująca temat kolonizacji i życia Polaków w krajach byłej Jugosławii (Колонизација и живот Пољака у Југословенскиx земљама од краja XIX до половине XX века). Opisał migrację Toutów z Wisły oraz ich życie codzienne w Serbii. Scharakteryzował elementy obrzędowości weselnej oraz dorocznej. Publikował też w czasopiśmie „Słowo Yu-Polonii”, biuletynie polskojęzycznym wydawanym w Belgradzie od 1999, który jest poświęcony historii Polaków w Serbii i na Bałkanach.
W 2017 w Nowym Sadzie wydano opracowanie popularnonaukowe o mniejszościach etnicznych w Wojwodinie Izgubljeni u ravnici. Manje poznate priče iż istorija naroda Vojvodine. Autor Žikica Milošević poświęcił rozdział Polakom w Banacie, opierając się publikacjach Dušana Drljačy, cechujący się jednak licznymi uproszczeniami i anachronizmami. W 2017 o wiślanach z Ostojićeva wspomniano w trójjęzycznej (serbski, angielski, polski) broszurze autorstwa Dalibora Sokolovića wydanej przez Ambasadę Rzeczypospolitej Polskiej w Belgradzie.
Pierwsze polskie opracowania na temat Toutów to informacje z ewangelickich czasopism kościelnych lub prasy wydawanej po II wojnie światowej głównie na Śląsku. O Toutach dość ogólnie pisali m.in. Jan Wantuła i Jan Broda. Bardziej szczegółowo opisał Toutów w „Zwiastunie Ewangelicznym” Andrzej Wantuła, biskup Kościoła Ewangelicko-Augsburskiego w Polsce w latach 1956–1975, który spotkał się z krajanami w Belgradzie w 1966. W latach 70. i 80. XX w. w czasopismach na Śląsku znaleźć można było pojedyncze relacje o życiu codziennym Polaków w Jugosławii. Pisano o nich m.in. w „Trybunie Robotniczej” (1970) oraz w „Głosie Ziemi Cieszyńskiej” (1970). W 1988 okazała się mitologizujący przeszłość oraz idealizujący Polaków na obczyźnie reportaż telewizyjny Przyszli od Wisły. Został zrealizowany w Ostojićevie przez Andrzeja Kwiatkowskiego, a wyprodukowany przez Telewizję Polską.
Pierwsze naukowe opracowania pojawiły się po 2007. Danuta Szczypka w czasopiśmie „Echo Wisły” opublikowała tekst Ostojiczewo – wieś zapomnianych Wiślan?, będący efektem wizyty w Serbii. Kolejne teksty publikowała w tym czasopiśmie, jak również w „Luteraninie” i „Słowo Yu-Polonii”. Sytuacją wyznaniową w banackim Ostojićevie interesowała się Renata Czyż, filolożka i religioznawczyni, skupiająca się na historii protestantyzmu w Polsce, stosunkach wyznaniowych na Śląsku Cieszyńskim oraz historii książek religijnych. Publikowała m.in. w „Roczniku Wiślańskim”.
W 2008 w Serbii prowadzone pracownicy Instytutu Etnologii i Antropologii Kulturowej Uniwersytetu Śląskiego prowadzili badania terenowe. W 2010 na badania wyjechali pracownicy Katedry Etnologii i Antropologii Kulturowej Uniwersytetu Wrocławskiego, działający we współpracy z D. Drljačą.
Z inicjatywy D. Szczypki, R. Czyż i ks. Waldemara Szajthauera, pastora Parafii Ewangelicko-Augsburskiej w Wiśle, w 2010 w mieście odbyła się konferencja naukowa pod hasłem Wiślanie we wsi Ostojićevo (Banat, Serbia). Historia – język – kultura. Zgromadziła badaczki i badaczy z Uniwersytetu Śląskiego i Uniwersytetu Wrocławskiego oraz badaczy zagranicznych (D. Drljač), jak również mieszkańców Śląska Cieszyńskiego i Wiślan z Ostojićeva. Została wydana publikacja pokonferencyjna.
W 2012 6. numer czasopisma „Literatura Ludowa” w całości poświęcono omówieniu społecznych, językowych i kulturowych aspektów Wiślan w Ostojićevie.
W 2019 powstał film dokumentalny Ciągle tu jesteśmy, którego bohaterami są potomkowie wiślańskich osadników w Serbii. Urząd Miasta Wisły był producentem, reżyserią zajął się Andrzej Drobik, historyk i dziennikarz.
W 2019 we wsi Ostojićevo badania prowadzili polscy naukowcy: dr Rafał Szeptyński oraz wiślanka dr Katarzyna Marcol wraz ze studentami z Instytutu Etnologii i Antropologii Kulturowej Uniwersytetu Śląskiego w Cieszynie. W Banacie badania prowadzili też pracownicy i studenci Instytutu Historii i Archiwistyki Uniwersytetu Pedagogicznego im. Komisji Edukacji Narodowej w Krakowie oraz Centrum Dokumentacji Zsyłek, Wypędzeń i Przesiedleń w Krakowie. Inni polscy naukowcy zainteresowani Toutami to etnolog i antropolog dr hab. Jan Kajfosz, prof. UŚ i etnomuzykolożka dr Magdalena Szyndler.
W 2020 ukazała się książką autorstwa Katarzyny Marcol pt. Toutowie. Język i pamięć w ustanawianiu wspólnoty Wiślan w Banacie, będąca jej dysertacją doktorską i zwieńczeniem wieloletnich (2008–2019) badań w Ostojićevie. Praca, oprócz analizy języka, ilustruje przemiany pamięci z perspektywy językoznawczej. Autorka skupiła się na pamięci zakodowanej w tekstach.